# چوی می-سون (بازیکن هاکی روی چمن)
چوی می-سون (انگلیسی: Choi Mi-soon؛ زادهٔ ۳۰ سپتامبر ۱۹۷۲) بازیکن هاکی روی چمن اهل کره جنوبی بود.
از افتخارات وی میتوان به کسب مدال نقره در بازی‌های المپیک تابستانی ۱۹۹۶ اشاره کرد.